# Амарак
Амарак (англ. Amarak, Ngamarak; также амуртак, англ. Amurdak) — коренной народ Северной территории Австралии. Они живут в основном на Кобургском полуострове.

## Язык
Коренной язык народа, амуртак, вымер в 2016 году со смертью Чарли Мунгульда (англ. Charlie Mungulda), последнего носителя. Язык также известен как варатьпак (англ. Wardadjbak) и относится к иватьянским языкам. У языка было два диалекта: уррик (англ. Urrik) и титьюрра (англ. Didjurra).

## Расселение
Площадь коренной территории расселения составляет примерно 2300 км². Они живут на восточном берегу залива Ван-Димен. Их северными границами являются местности под названием Маргенелла-Крик и Купер-Крик, а южными границами — Реки Аллигатор.

## Поверья
В мифологии народа амарак распространён миф о создании Кобургского полуострова во Времени сновидений, а также о происхождении народа амарак.
Они верят, что богиня-творец Имберомбера путешествовала по миру. Её дети, предки народа амарак, заселили местность Купер-Крик, более известная среди коренного населения как Мамул (англ. Mamul). Одна из дочерей, Коминууру (англ. Kominuuru), сказала предкам амарак говорить на языке амуртак.